# 情熱物語 (ドナ・サマーのアルバム)
| 専門評論家によるレビュー | 専門評論家によるレビュー |
| レビュー・スコア         | レビュー・スコア         |
| 出典                     | 評価                     |
| ------------------------ | ------------------------ |
| Allmusic                 | [ 3 ]                    |
| Robert Christgau         | B+                       |

『情熱物語』（じょうねつものがたり、She Works Hard for the Money）は、1983年に発表されたドナ・サマーの11枚目のアルバム。ドナ・サマーにとって1980年代最大のヒット作となり、タイトル曲「情熱物語 (She Works Hard for the Money)」は、米国チャートのトップ3入りするヒットとなった。

## 背景
1970年代にディスコ時代を代表する女性スターとしてカサブランカ・レコードで成功を収めた後、サマーは1980年に契約の解除を求めてカサブランカを訴え、デヴィッド・ゲフィンと契約し、ゲフィン・レコード設立時の所属アーティストとなった。しかし、ゲフィンからの作品は大ヒットには至らず、さらにゲフィンとの関係もこじれ、1981年にレコーディングしたアルバム『I'm a Rainbow』はお蔵入りとなり（後に1996年にCDで発売）、1982年のアルバム『恋の魔法使い (Donna Summer)』では長年の共同作業者であった音楽プロデューサーのジョルジオ・モロダーを外され、クインシー・ジョーンズと組むことをゲフィンに強いられた。ゲフィンはまた、1983年にサマーがマイケル・オマーティアンのプロデュースでレコーディングしたアルバムもリリースせず、没にしてしまう。その後、法廷闘争の中で、サマーがカサブランカ・レコードに対して契約を満了しておらずアルバム1枚分の債務（アルバムを1枚作る義務）があると認定された際、ゲフィンは、サマーがこの債務を解消するために、オマーティアンと制作した音源をカサブランカを吸収合併したポリグラムに引き渡すことを認めた。ポリグラムはこの音源に『情熱物語 (She Works Hard for the Money)』とタイトルを付け、マーキュリー・レコードから、まず先行シングル盤としてタイトル曲を1983年5月27日に発売した。この曲は、サマーにとって1979年以降では最大のヒットとなって『ビルボード』誌の Billboard Hot 100 で最高3位、当時「Hot Black Singles」と称されていたリズム・アンド・ブルースのチャートでは首位を取り、遅れて6月13日にリリースされたアルバムも最高9位に達した。
直前2作のアルバムに比べると、『情熱物語』はポップ/ダンス指向が強いが、ゴスペル歌手マシュー・ウォード (Matthew Ward) とのデュエット「愛を心に (Love Has a Mind of Its Own)」のようにソウルフルなバラードも入っている。また、イギリスの黒人グループであるミュージカル・ユース (Musical Youth) のボーカルをフィーチャーしたレゲエ調の「アンコンディショナル・ラヴ (Unconditional Love)」も収録されている。このアルバムの楽曲の歌詞は、社会的不公正（「ストップ、ルック・アンド・リッスン (Stop, Look and Listen)」）、イエス・キリスト（「恋に裏切り (He's a Rebel)」）、行方不明の子どもたち（「ピープル・ピープル (People, People)」）といったテーマを取り上げている。このアルバムは多くのファンに、サマーが「元の姿を取り戻した」作品であると受け取られた。彼女は再び、強く、力にあふれ、自信みなぎる女性として再登場したのである。1970年代において、サマーのマネジメントは、彼女を力強く、性的な妄想を思わせる人物として売り出しており、それはサマーの私的生活に過剰に干渉するほどのものであった。（このためサマーは、新生クリスチャンとして信仰に目覚め、レコード会社を相手に訴訟を起こせるようになるまでのしばらくの間、抑うつ状態が続いていた。）サマーはディスコ時代から、ニュー・ウェイヴやロックなど他のジャンルの音楽にも実験的に取り組んでいたが、1980年代に入ってからの彼女は、自らの音楽的な立ち位置を求めて、少々迷っているようにも思われていた。しかし、『情熱物語』は、サマーが1980年代のポップ/ダンスのディーヴァとしての地位を固める大きな助けとなった。しかし、ゲフィンからリリースされた、次のアルバムは、この成功を引き継ぐことはできなかった。
このアルバムの収録曲すべてについて、サマーは作者ないし共作者として名を連ねている。共作の多くは、アルバムのプロデューサーであったマイケル・オマーティアンとのものである。サマーにとってこのアルバムは、1979年以降では、初めてトップ10入りを果たした作品であり、タイトル曲「情熱物語 (She Works Hard for the Money)」は大ヒットとなった。アルバムも、タイトル曲のシングル盤も、ジャケットにはウェイトレス姿で（原題が意味するように）「お金のために懸命に働く」サマーが写しとられており、この曲は「働く女性」に捧げられたものだとされた、この曲には印象に残るミュージック・ビデオが作成され、MTVでも、ちょうどマイケル・ジャクソンがMTVで成功して他の黒人アーティストたちに門戸を広げた直後の時期に、頻繁に放映された。この曲は『ビルボード』誌の Billboard Hot 100 で最高3位まで上昇して、3年前の1980年に出た「ワンダラー」以来の大ヒットとなり、さらに第26回グラミー賞では最優秀女性ポップボーカル賞にノミネートされた（受賞したのはアイリーン・キャラの「フラッシュダンス…ホワット・ア・フィーリング」）。
アルバムからはさらにシングルがカットされ、前述の「アンコンディショナル・ラヴ」は、サマーにとって14曲目の英国トップ20入りのヒットとなり（米国ではリズム・アンド・ブルースのチャートで最高9位）、その後は勢いは衰えたものの「ストップ、ルック・アンド・リッスン」や、マシュー・ウォードとのデュエットによる「愛を心に」（米国リズム・アンド・ブルース・チャートで最高35位）も、そこそこのヒットとなった。
「恋に裏切り」は、サマーにグラミー賞の Best Inspirational Performance 賞（宗教的内容の楽曲に与えられる賞）をもたらした。これは、1979年以来のグラミー賞であった。

## 収録曲
| #  | タイトル                                                       | 作詞・作曲                                                                                    | 時間 |
| -- | -------------------------------------------------------------- | --------------------------------------------------------------------------------------------- | ---- |
| 1. | 「情熱物語 (She Works Hard for the Money)」                    | マイケル・オマーティアン、ドナ・サマー                                                        | 5:19 |
| 2. | 「ストップ、ルック・アンド・リッスン (Stop, Look and Listen)」 | マイケル・オマーティアン、グレッグ・フィリンゲインズ、ドナ・サマー                            | 5:52 |
| 3. | 「恋に裏切り (He's a Rebel)」                                  | ジェイ・グレイドン、マイケル・オマーティアン、ドナ・サマー                                    | 4:22 |
| 4. | 「ウーマン (Woman)」                                           | ジェイ・グレイドン、マイケル・オマーティアン、ブルース・スダーノ (Bruce Sudano)、ドナ・サマー | 4:19 |

| #  | タイトル                                            | 作詞・作曲                                                  | 時間 |
| -- | --------------------------------------------------- | ----------------------------------------------------------- | ---- |
| 5. | 「アンコンディショナル・ラヴ (Unconditional Love)」 | マイケル・オマーティアン、ドナ・サマー                      | 4:42 |
| 6. | 「愛を心に (Love Has a Mind of Its Own)」           | マイケル・オマーティアン、ブルース・スダーノ 、ドナ・サマー | 4:16 |
| 7. | 「トキオ (Tokyo)」                                  | マイケル・オマーティアン、ブルース・スダーノ 、ドナ・サマー | 4:15 |
| 8. | 「ピープル・ピープル (People, People)」             | マイケル・オマーティアン、ブルース・スダーノ 、ドナ・サマー | 3:53 |
| 9. | 「恋の確信 (I Do Believe (I Fell in Love))」        | ドナ・サマー                                                | 4:52 |

## パーソネル
- ドナ・サマー - ボーカル
- ミュージカル・ユース (Musical Youth) - ボーカル
- マシュー・ウォード (Matthew Ward) - ボーカル
- マイケル・オマーティアン - ピアノ、シンセサイザー、シモンズ・ドラム・プログラミング、ギター、アコーディオン
- ジェイ・グレイドン - ギター
- マーティ・ウォルシュ (Marty Walsh) - ギター
- ゲイリー・ハービッグ (Gary Herbig) - サクソフォーン
- マイク・ベアード - ドラム
- ネイザン・イースト - ベース
- レイ・パーカー・ジュニア - リズム・ギター
- レニー・カストロ (Lenny Castro) - コンガ
- マイケル・ボディカー (Michael Boddicker) - シンセサイザー・プログラミング
- ジョン・ギルストン (John Gilston) - シモンズ・ドラム・プログラミング
- アサ・ドローリ (Assa Drori) - コンサートマスター
- ホーン：ジェリー・ヘイ、チャック・フィンドリー (Chuck Findley)、ゲイリー・グラント (Gary Grant)、ディック・ハイド (Dick Hyde)、チャーリー・ロウパー (Charlie Loper)
- バックグラウンド・ヴォーカル：ドーラ・リン・バーナード (Dara Lynn Bernard)、メアリ・E・バーナード (Mary E. Bernard)、ロバータ・ケリー (Roberta Kelly)、マシュー・ウォード (Matthew Ward)

## 制作[6]
- 編曲・プロデュース：マイケル・オマーティアン
- 録音・ミックス：ジョン・ゲス (John Guess) （ロサンゼルス Lion Share Studios、ハリウッド Hollywood Sound Recorders、ビバリーヒルズ Rhema Studios）
- 追加録音：Larry Fergusson & Ross Pallone
- マスター：バーニー・グランドマン (A&M Mastering)、スティーヴ・ホール (Steve Hall) (Future Disc)
- アート・ディレクション、デザイン：クリス・ウォーフ (Chris Whorf) / Art Hotel
- 写真：ハリー・ラングドン (Harry Langdon)
- CDデザイン：リック・ハート (Rick Hunt)

## チャート
アルバム
| 年   | チャート                                  | 順位 |
| ---- | ----------------------------------------- | ---- |
| 1983 | 米ビルボード・トップ200アルバム・チャート | 9    |
| 1983 | 英アルバム・チャート                      | 28   |
| 1983 | 独アルバム・チャート                      | 14   |
| 1983 | スウェーデン・アルバム・チャート          | 8    |
| 1983 | ノルウェー・アルバム・チャート            | 12   |
| 1983 | 日本アルバム・チャート                    | 27   |

シングル
| 年   | シングル                                                   | チャート                                           | 順位 |
| ---- | ---------------------------------------------------------- | -------------------------------------------------- | ---- |
| 1983 | 情熱物語 (She Works Hard for the Money)                    | 米 Billboard Hot 100                               | 3    |
| 1983 | 情熱物語 (She Works Hard for the Money)                    | 米ビルボードR&Bチャート                            | 1    |
| 1983 | 情熱物語 (She Works Hard for the Money)                    | 米ビルボード・クラブ・プレイ・チャート             | 3    |
| 1983 | 情熱物語 (She Works Hard for the Money)                    | 英シングル・チャート                               | 25   |
| 1983 | 情熱物語 (She Works Hard for the Money)                    | 独シングル・チャート                               | 11   |
| 1983 | 情熱物語 (She Works Hard for the Money)                    | アイルランド・シングル・チャート                   | 26   |
| 1983 | 情熱物語 (She Works Hard for the Money)                    | オランダ・シングル・チャート                       | 17   |
| 1983 | 情熱物語 (She Works Hard for the Money)                    | 日本シングル・チャート                             | 52   |
| 1983 | 情熱物語 (She Works Hard for the Money)                    | オーストラリア・シングル・チャート                 | 4    |
| 1983 | 情熱物語 (She Works Hard for the Money)                    | ノルウェー・シングル・チャート                     | 9    |
| 1983 | アンコンディショナル・ラヴ (Unconditional Love)            | 米 Billboard Hot 100                               | 43   |
| 1983 | アンコンディショナル・ラヴ (Unconditional Love)            | 米ビルボードR&Bチャート                            | 19   |
| 1983 | アンコンディショナル・ラヴ (Unconditional Love)            | 英シングル・チャート                               | 14   |
| 1983 | アンコンディショナル・ラヴ (Unconditional Love)            | アイルランド・シングル・チャート                   | 28   |
| 1983 | アンコンディショナル・ラヴ (Unconditional Love)            | オーストラリア・シングル・チャート                 | 57   |
| 1984 | ストップ、ルック・アンド・リッスン (Stop, Look and Listen) | 英シングル・チャート                               | 57   |
| 1984 | 愛を心に (Love Has a Mind of Its Own)                      | 米 Billboard Hot 100                               | 70   |
| 1984 | 愛を心に (Love Has a Mind of Its Own)                      | 米ビルボードR&Bチャート                            | 35   |
| 1984 | 愛を心に (Love Has a Mind of Its Own)                      | 米ビルボード・アダルト・コンテンポラリー・チャート | 19   |

### 認定
| 国       | 認定団体 | 内容 |
| -------- | -------- | ---- |
| イギリス | RIAA     | Gold |